# But Here We Are
| Совокупная оценка    | Совокупная оценка |
| Источник             | Оценка            |
| -------------------- | ----------------- |
| Metacritic           | 87/100            |
| Оценки критиков      |                   |
| Источник             | Оценка            |
| AllMusic             | [ 5 ]             |
| Blabbermouth         | 9/10              |
| Clash                | 9/10              |
| Classic Rock         | [ 8 ]             |
| Consequence of Sound | [ 9 ]             |
| Exclaim!             | 6/10              |
| The Guardian         | [ 11 ]            |
| The Independent      | [ 12 ]            |
| Kerrang!             | 5/5               |
| The Line of Best Fit | 8/10              |
| NME                  | [ 15 ]            |
| Spin                 | 9/10              |
| Sputnikmusic         | 3.7/5             |
| The Telegraph        | [ 18 ]            |

But Here We Are (с англ. — «Но вот мы здесь») — одиннадцатый студийный альбом американской рок-группы Foo Fighters, выпущенный 2 июня 2023 года. Это первый студийный альбом коллектива, записанный после гибели их давнего барабанщика Тейлора Хокинса.

## Предыстория
Во время тура в поддержку своего десятого студийного альбома Medicine at Midnight планы группы были отменены после того, как в марте 2022 года неожиданно скончался давний барабанщик Тейлор Хокинс. Группа отменила всё, что планировалось на оставшуюся часть года, оставив без комментариев будущее коллектива. В декабре 2022 года было выпущено заявление, подтверждающее, что Foo Fighters продолжат свое существование, но что они «будут другой группой в будущем». Слухи о новом альбоме возникли в феврале 2023 года, когда радиоведущий Крис Мойлс на британском Radio X случайно упомянул новый альбом, который выйдет в марте. Позже Мойлс извинился за то, что необдуманно заговорил по этому поводу, но отказался пояснить свои комментарии касательно предполагаемого выхода нового альбома. Позже альбом был официально анонсирован 19 апреля 2023 года вместе с его официальным названием But Here We Are. На момент анонса альбома замена Хокинса все ещё не разглашалась. Позже выяснилось, что Грол сам играл на барабанах в альбоме, это его первая игра на ударных в студийном альбоме Foo Fighters с 2005 года.

## Запись и тематика
Альбом является третьим сотрудничеством с продюсером Грегом Кёрстином после Medicine at Midnight (2021) и Concrete and Gold (2017). Группа описала звучание альбома как «звуковое воплощение наивности дебютного [альбома] Foo Fighters 1995 года, основанное на десятилетиях зрелости и глубины», в то же время тексты песен являются «жестоко честным и эмоционально сырым ответом на все, что Foo Fighters пережили в последнее время […] 10 песен будут охватывать эмоциональную гамму от ярости и печали до безмятежности и принятия, и множество промежуточных точек». Альбом также был описан как «первая глава новой жизни группы».

## Продвижение и релиз
Альбом запланирован к выпуску 2 июня 2023 года. Первый сингл «Rescued» был выпущен одновременно с анонсом альбома 19 апреля 2023 года. Было объявлено о более чем 25 живых выступлениях в поддержку альбома в Северной Америке и Европе. 17 мая группа выпустила второй сингл «Under You».

## Коммерческий успех
But Here We Are дебютировал на первом месте в чарте альбомов Великобритании UK Albums Chart с 44 500 проданными единицами после напряженной борьбы с группой Noel Gallagher’s High Flying Birds (их диск Council Skies остался вторым), обеспечив Foo Fighters их шестой альбом № 1 в Великобритании.
В США альбом дебютировал на восьмом месте Billboard 200 с тиражом 62000 альбомных эквивалентов, став 10-м попаданием группы в Топ-10. Ведущий сингл «Rescued» возглавлял рок-чарт Alternative Airplay (где стал 11-м чарттоппером группы) и Mainstream Rock Airplay (12-й лидер этого чарта).

## Список композиций
| №                   | Название            | Длительность |
| ------------------- | ------------------- | ------------ |
| 1.                  | «Rescued»           | 4:18         |
| 2.                  | «Under You»         | 3:39         |
| 3.                  | «Hearing Voices»    | 3:48         |
| 4.                  | «But Here We Are»   | 4:43         |
| 5.                  | «The Glass»         | 3:49         |
| 6.                  | «Nothing at All»    | 3:27         |
| 7.                  | «Show Me How»       | 4:53         |
| 8.                  | «Beyond Me»         | 3:54         |
| 9.                  | «The Teacher»       | 10:04        |
| 10.                 | «Rest»              | 5:33         |
| Общая длительность: | Общая длительность: | 48:08        |

## Участники записи
Foo Fighters
- Дэйв Грол — вокал, гитара, ударные
- Крис Шифлетт — гитара
- Пэт Смир — гитара
- Нейт Мендел — бас-гитара
- Реми Джеффи — клавишные

Производственный персонал
- Грег Кёрстин — продюсирование

## Чарты
| Чарт (2023)                                   | Высшая позиция |
| --------------------------------------------- | -------------- |
| Австралия (ARIA)                              | 1              |
| Бельгия/Фландрия (Ultratop)                   | 2              |
| Бельгия/Валлония (Ultratop)                   | 3              |
| Нидерланды (Album Top 100)                    | 2              |
| Финляндия (Suomen virallinen lista)           | 6              |
| Франция (SNEP)                                | 10             |
| Германия (Offizielle Top 100)                 | 4              |
| Ирландия (Irish Albums Chart)                 | 3              |
| Италия (FIMI)                                 | 15             |
| Япония (Oricon)                               | 33             |
| Япония (Digital Albums, Oricon)               | 11             |
| Япония (Rock Albums, Oricon)                  | 6              |
| Япония (Hot Albums, Billboard Japan)          | 36             |
| Новая Зеландия (RMNZ)                         | 1              |
| Норвегия (VG-lista)                           | 5              |
| Шотландия (Scottish Albums Chart)             | 1              |
| Швеция (Sverigetopplistan)                    | 8              |
| Швейцария (Schweizer Hitparade)               | 1              |
| Великобритания (UK Albums Chart)              | 1              |
| Великобритания (UK Rock & Metal Albums Chart) | 1              |
| США (Billboard 200)                           | 8              |